# Moral sexual católica
La moral sexual católica, promulgada por la autoridad del Magisterio de la Iglesia católica, se deriva de la ley natural, la Biblia y la tradición apostólica. Como toda moral sexual, evalúa la bondad del comportamiento sexual y proporciona principios generales por los que evaluar la moralidad de cada acto.
La Iglesia Católica enseña que la vida humana y la sexualidad humana son ambas inseparables y sagradas; y condenó como herejía el maniqueísmo (creer que el espíritu es bueno mientras la carne es mala). Por tanto la Iglesia no considera al sexo como pecaminoso o como un obstáculo para una vida plena en la gracia. Al creer que Dios creó al hombre a su imagen y semejanza, y que al considerar todo lo creado vio que era bueno; la Iglesia Católica considera que tanto el cuerpo humano como el sexo son buenos. 
El Catecismo enseña que la carne es soporte de la salvación. La Iglesia considera la expresión de amor entre marido y mujer como la forma más elevada de actividad humana, al unirlos como lo hace en un completo y mutuo autodarse y abrir su relación a la creación de nueva vida. Estos actos, con los cuales los esposos se unen en casta intimidad, y a través de los cuales
se transmite la vida humana, son, como ha recordado el Concilio, "honestos y dignos". Es en los casos en que la expresión sexual se efectúa fuera del sacramento matrimonial, o en que la función reproductiva se frustra deliberadamente, incluso aunque lo sea dentro del matrimonio, cuando la Iglesia Católica expresa su juicio moral.
La Iglesia católica  considera pecado la actividad sexual extramatrimonial porque viola el propósito de la sexualidad humana al participar en el acto conyugal antes del matrimonio. El acto conyugal mira a una unidad profundamente personal que, más allá de la unión en una sola carne, conduce a no tener más que un corazón y un alma ya que el vínculo matrimonial debe ser un signo del amor entre Dios y la humanidad.
La Iglesia requiere que sus miembros no practiquen la masturbación, la fornicación, el adulterio, la pornografía, la prostitución, la violación, los actos homosexuales, y los métodos anticonceptivos. Específicamente, intervenir en un aborto puede acarrear la pena de excomunión.